# Assemblea Autonomista de Silèsia
L'Assemblea Autonomista de Silèsia (silesià: Ruch Autōnōmije Ślōnska, polonès: Ruch Autonomii Śląska, RAŚ) és un moviment polític de Polònia que propugna l'autonomia de la regió de l'Alta Silèsia. Va ser fundada el 1990 a Rybnik (Polònia) i té oficines als EUA, Bèlgica i Alemanya. Han col·laborat un temps amb la minoria alemanya i amb les organitzacions dels caixubis. Va promoure la fundació el 1996 de l'Associació de Població de Nacionalitat Silesiana.

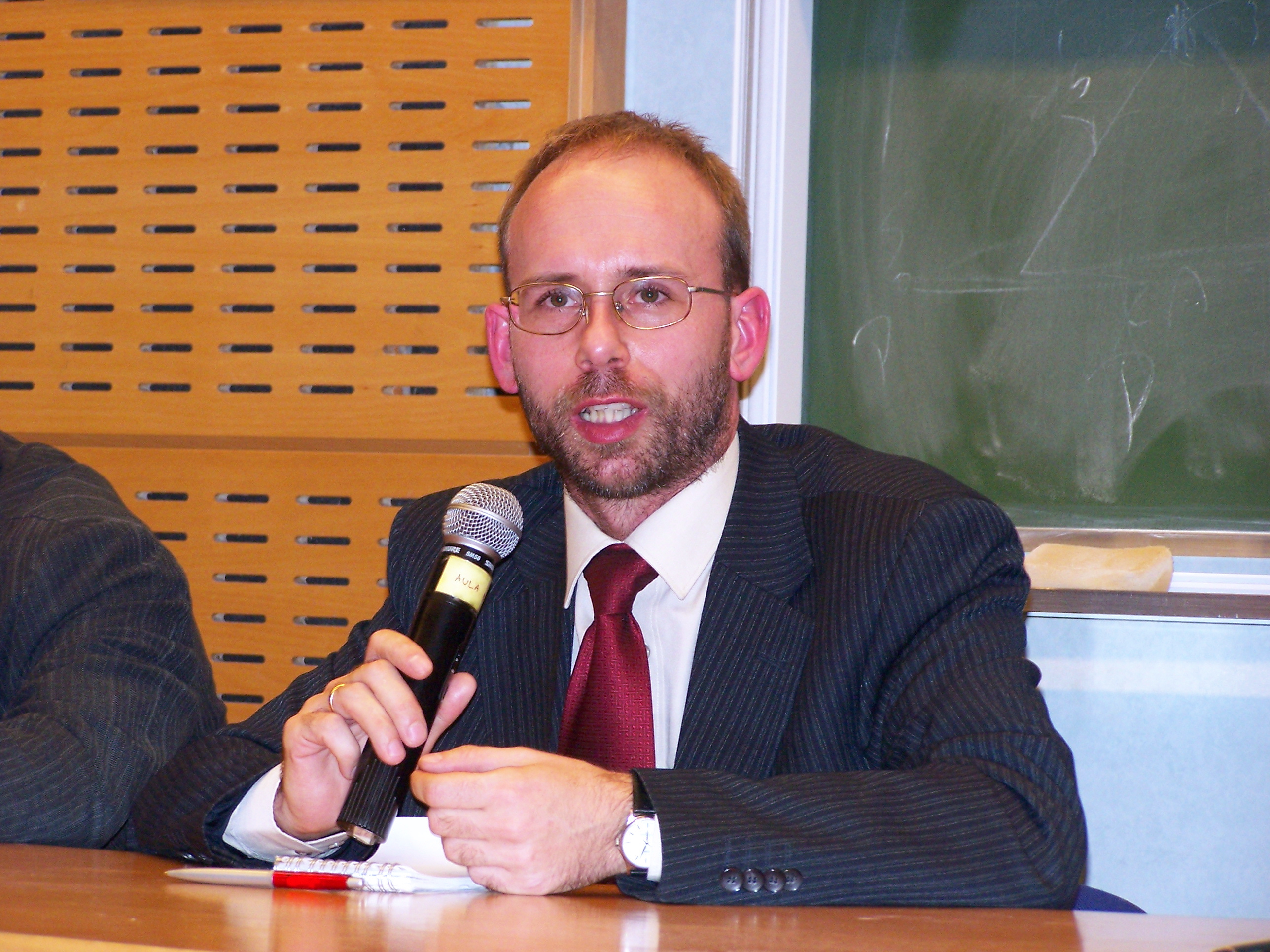
Jerzy Gorzelik

## Història
L'autonomia del voivodat de Silèsia va ser reconeguda per la Llei Constitucional aprovada pel parlament de la República de Polònia en el 15 de juliol de 1921. A partir de llavors, durant el període d'entreguerres, la regió de Silèsia va posseir un Govern autonòmic, un Parlament i Tresor Públic. L'autonomia silesiana va ser esborrada en el moment de l'entrada de les tropes alemanyes el 1939 i va ser suprimida definitivament pel decret del nou govern comunista en 1945.
Durant el període de la postguerra, el govern de la República Popular de Polònia va continuar repressions enfront dels habitants autòctons de Silèsia, tractant-los com a polonesos germanitzats, i, aplicant la política d'unificació que es referia, entre altres coses, a la lluita contra la llengua silesiana. Després de la caiguda del règim comunista el 1989, els silesians, aprofitant els beneficis de la democràcia van formar el gener de 1990 el Moviment de l'Autonomia de Silèsia.
A nivell exterior, formen part de l'Aliança Lliure Europea des de 2004. El 1997 participaren en la conferència del POBL juntament amb altres representants de la Lliga Cèltica i de la Volksunie. Dos representants seus participaren en la Conferència de Bozen on es va discutir la realització d'accions per a recaptar diners per a la creació d'un Col·legi Alemany a Katowice.

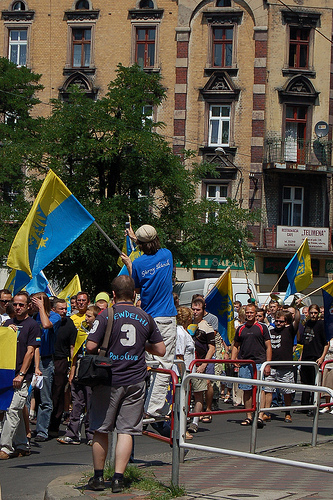
II Marxa Autonomista a Katowice el 12 de juliol 2008

## Resultats electorals
Es presentaren a les eleccions parlamentàries poloneses de 1991 i van obtenir 40.061 vots (0,36%) i 2 escons al Sejm. A les eleccions de 2001 dos activistes del moviment formaren part de les llistes de la Plataforma Cívica, però a les de 2005 van donar suport al Partit Popular Polonès

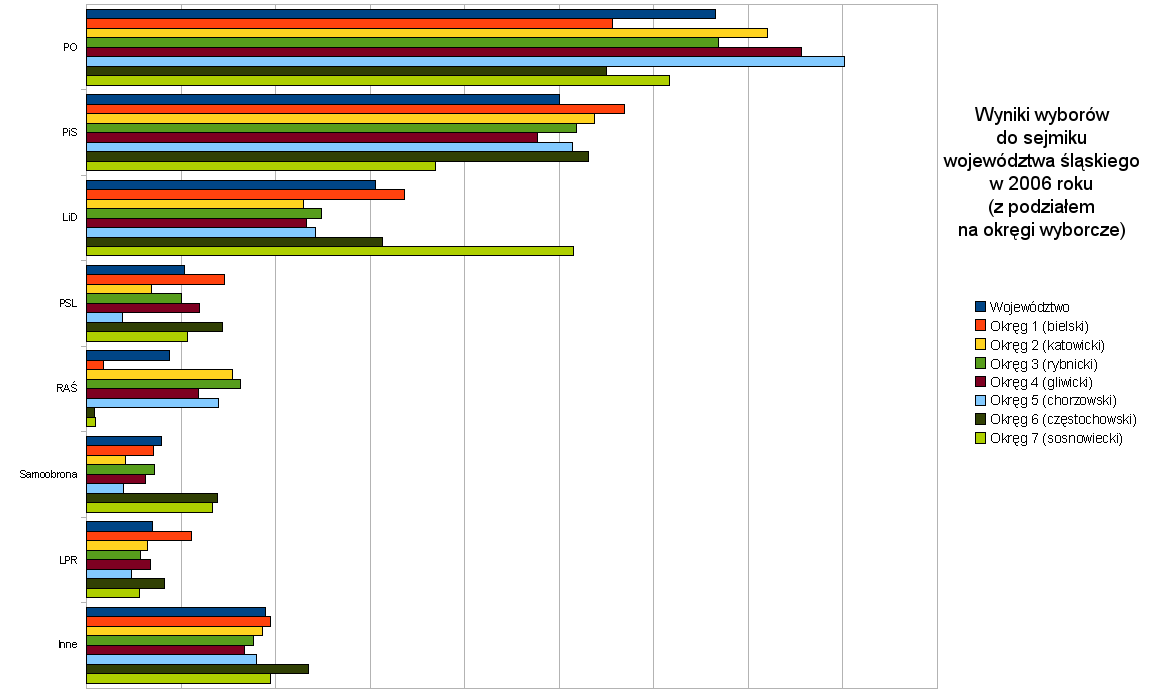
Els resultats de les eleccions al Voivodat de Silèsia en 2006, desglossats per comissions i circumscripcions

En les eleccions locals poloneses de 2006, el moviment no va guanyar un sol escó al sejm de la Silèsia perquè només va obtenir el 4,35% del vot popular. Se situaren després de Plataforma Cívica (PO), Dret i Justícia (PiS), Aliança de l'Esquerra Democràtica (SLD) i del Partit Popular Polonès (PSL), però per davant d'Autodefensa de la República de Polònia (Samoobrona), que va guanyar 3,96%, i la Lliga de les Famílies Poloneses (LPR), que va obtenir el 3,46%. Al voivodat d'Opole, RAS va obtenir l'1,46% dels vots, obtenint regidors en alguns municipis i consells de comtat, a Katowice (7,7% del vot popular), Ruda Śląsk (9,39%), Zabrze (5,71%), Tychy (5,1%), Bytom (6,8%), Mysłowice (8,3%) i als comtats de Gliwice (7,54%), Bieruń - Lędziny (10,4%), Tarnowskie góry (7,73%), Siemianowice Śląskie (4,94%), Piekary Śląskie (5,06%) i Rybnik (8,1%).
A les eleccions locals i regionals de novembre de 2010 el RAS va aconseguir més del 9% dels vots.

## L'Assemblea i l'Estat polonès
El 2000 l'Oficina per a la Protecció de l'Estat polonesa declararà que la RAŚ podia ser una "amenaça potencial per als interessos de Polònia" i la considerava vinculada a la Lliga dels Expulsats alemanya. Com a contestació, el 2002 van dirigir una campanya al cens polonès reclamant poder declarar-se de nacionalitat silesiana, cosa que van fer uns 173.000 censats.